# Medaglie Andrew Carnegie per l'eccellenza nella narrativa e nella saggistica
Le Medaglie Andrew Carnegie per l'eccellenza nella narrativa e nella saggistica (Andrew Carnegie Medals for Excellence in Fiction and Nonfiction) sono due riconoscimenti letterari statunitensi assegnati al miglior libro di narrativa e alla migliora opera di saggistica pubblicati negli stati Uniti l'anno precedente.
Istituito nel 2012 in onore del filantropo e imprenditore Andrew Carnegie che credeva nel potere dei libri e dell'apprendimento per cambiare il mondo, riconosce a ciascun vincitore 5000 dollari mentre a ciascun finalista ne vanno 1500.
Il premio è amministrato dall'American Library Association in collaborazione con la Carnegie Corporation, la rivista Booklist e la Reference and User Services Association (RUSA).
Nel 2018 il premio per la saggistica inizialmente assegnato a Sherman Alexie per il memoir Non devi dirmi che mi ami, è stato rifiutato dallo scrittore all'epoca alle prese con molteplici accuse di molestie sessuali.

## Albo d'oro
| Anno | Narrativa         | Narrativa                     | Narrativa | Saggistica           | Saggistica                                                                                      | Saggistica | Note   |
| Anno | Vincitore         | Opera                         | Finalisti | Vincitore            | Opera                                                                                           | Finalisti | Note   |
| ---- | ----------------- | ----------------------------- | --- | -------------------- | ----------------------------------------------------------------------------------------------- | --- | ------ |
| 2012 | Anne Enright      | Il valzer dimenticato         | - Russell Banks, La memoria perduta della pelle - Karen Russell, Swamplandia! Benvenuti nella terra degli alligatori | Robert K. Massie     | Catherine the Great: Portrait of a Woman                                                        | - James Gleick, L'informazione: una storia, una teoria, un diluvio - Manning Marable, Malcolm X: tutte le verità oltre la leggenda                                          | [ 5 ]  |
| 2013 | Richard Ford      | Canada                        | - Junot Díaz, È così che la perdi - Louise Erdrich, La casa tonda                                                    | Timothy Egan         | Short Nights of the Shadow Catcher: The Epic Life and Immortal Photographs of Edward Curtis     | - Jill Lepore, The Mansion of Happiness: A History of Life and Death - David Quammen, Spillover. L'evoluzione delle pandemie                                                | [ 6 ]  |
| 2014 | Donna Tartt       | Il cardellino                 | - Chimamanda Ngozi Adichie, Americanah - Edwidge Danticat, Claire, luce del mare                                     | Doris Kearns Goodwin | The Bully Pulpit: Theodore Roosevelt, William Howard Taft, and the Golden Age of Journalism     | - Nicholas A. Basbanes, On Paper: The Everything of Its Two-Thousand-Year History - Sheri Fink, Five Days at Memorial: Life and Death in a Storm-Ravaged Hospital           | [ 7 ]  |
| 2015 | Anthony Doerr     | Tutta la luce che non vediamo | - Chang-rae Lee, On Such a Full Sea - Colm Tóibín, Nora Webster                                                      | Bryan Stevenson      | Il diritto di opporsi una storia di giustizia e redenzione                                      | - Elizabeth Kolbert, La sesta estinzione: una storia innaturale - Lawrence Wright, Thirteen Days in September: Carter, Begin and Sadat at Camp David                        | [ 8 ]  |
| 2016 | Viet Thanh Nguyen | Il simpatizzante              | - Jim Shepard, Il libro di Aron - Hanya Yanagihara, Una vita come tante                                              | Sally Mann           | Hold Still: A Memoir with Photographs                                                           | - Helen Macdonald, Io e Mabel, ovvero L'arte della falconeria - Andrea Wulf, L'invenzione della natura                                                                      | [ 9 ]  |
| 2017 | Colson Whitehead  | La ferrovia sotterranea       | - Michael Chabon, Sognando la luna - Zadie Smith, Swing Time                                                         | Matthew Desmond      | Sfrattati: miseria e profitti nelle città americane                                             | - Patricia Bell-Scott, The Firebrand and the First Lady: Portrait of a Friendship - Patrick Phillips, Blood at the Root: A Racial Cleansing in America                      | [ 10 ] |
| 2018 | Jennifer Egan     | Manhattan Beach               | - Jesmyn Ward, Canta, spirito, canta - George Saunders, Lincoln nel Bardo                                            | Nessun vincitore     | Nessun opera                                                                                    | - Daniel Ellsberg, The Doomsday Machine: Confessions of a Nuclear War Planner - David Grann, Gli assassini della terra rossa                                                | [ 11 ] |
| 2019 | Rebecca Makkai    | I grandi sognatori            | - Tommy Orange, Non qui, non altrove - Esi Edugyan, Le avventure di Washington Black                                 | Kiese Laymon         | Il giusto peso: un memoir americano                                                             | - Beth Macy, Dopesick: Dealers, Doctors, and the Drug Company That Addicted America - Francisco Cantú, Solo un fiume a separarci: dispacci dalla frontiera                  | [ 12 ] |
| 2020 | Valeria Luiselli  | Archivio dei bambini perduti  | - Myla Goldberg, Feast Your Eyes - Ta-Nehisi Coates, Il danzatore dell'acqua                                         | Adam Higginbotham    | Mezzanotte a Černobyl': la storia mai raccontata del più grande disastro nucleare del XX secolo | - Maria Popova, Figuring - David Treuer, The Heartbeat of Wounded Knee: Native America from 1890 to the Present                                                             | [ 13 ] |
| 2021 | James McBride     | Deacon King Kong              | - Ayad Akhtar, Elegie alla patria - Megha Majumdar, Un incendio                                                      | Rebecca Giggs        | Le regine dell'abisso: come la vita delle balene ci svela il nostro posto nel mondo             | - Claudia Rankine, Just Us: An American Conversation - Natasha Trethewey, Memorial Drive: A Daughter's Memoir                                                               | [ 14 ] |
| 2022 | Tom Lin           | Ferrovia di sangue            | - Kirstin Valdez Quade, The Five Wounds - Lauren Groff, Matrix                                                       | Hanif Abdurraqib     | A Little Devil in America: In Praise of Black Performance                                       | - Ibram X. Kendi e Keisha N. Blain, Four Hundred Souls: A Community History of African America, 1619–2019 - Kristen Radtke, Seek You: A Journey Through American Loneliness | [ 15 ] |
| 2023 | Julie Otsuka      | Nuoto libero                  | - David Santos Donaldson, Greenland - Morgan Talty, Night of the Living Rez                                          | Ed Yong              | An Immense World: How Animal Senses Reveal the Hidden Realms Around Us                          | - Margo Jefferson, Constructing a Nervous System - Rachel E. Gross, Vagina Obscura                                                                                          | [ 16 ] |
| 2024 | Amanda Peters     | The Berry Pickers             | - Christina Wong e Daniel Innes, Denison Avenue - Jesmyn Ward, Giù nel cieco mondo                                   | Roxanna Asgarian     | We Were Once a Family: A Story of Love, Death, and Child Removal in America                     | - Jake Bittle, The Great Displacement: Climate Change and the Next American Migration - Darrin Bell, The Talk                                                               | [ 17 ] |
| 2025 | Percival Everett  | James                         | - Jiaming Tang, Cinema Love - Kaveh Akbar, Martire!                                                                  | Kevin Fedarko        | A Walk in the Park: The True Story of a Spectacular Misadventure in the Grand Canyon            | - Adam Higginbotham, Challenger: A True Story of Heroism and Disaster on the Edge of Space - Emily Nussbaum, Cue the Sun! The Invention of Reality TV                       | [ 18 ] |